# Indústria aeroespacial em Portugal
A indústria aeroespacial portuguesa é uma das indústrias que tem vindo a demonstrar mais dinâmica nas últimas décadas, e muito embora seja um sector extremamente competitivo a nível global, Portugal tem conseguido nos últimos anos, e muito graças aos investimentos educativos do último quartel do século XX, mostrar que estará à altura dos históricos pioneiros da aviação portugueses como Bartolomeu de Gusmão, Gago Coutinho e Sacadura Cabral.[parcial?]

## História

### Marcos Históricos

#### 1709 - Passarola
A primeira aeronave conhecida no mundo a efectuar um voo foi baptizada de Passarola, tendo antecedido em 74 anos o famoso balão dos Montgolfier. A Passarola era um aeróstato que foi inventado por Bartolomeu de Gusmão, padre e cientista português nascido na então colónia portuguesa do Brasil. Depois de uma primeira demonstração de voo, Bartolomeu de Gusmão inicia o desenvolvimento de uma versão tripulada do seu balão. Esse desenvolvimento vem culminar num balão de enormes dimensões baptizado de Passarola. O enorme balão foi lançado do Castelo de S. Jorge em Lisboa, vindo aterrar no Terreiro do Paço. Infelizmente, as características técnicas deste aeróstato não são conhecidas na sua plenitude.

#### 1922 - Primeira travessia aérea do Atlântico Sul
A épica viagem que se viria e tornar na primeira travessia aérea do Atlântico Sul iniciou-se em Lisboa, às 16:30 h de 30 de março de 1922. Sacadura Cabral exercia as funções de piloto e Gago Coutinho as de navegador. Este último havia criado, e empregaria durante a viagem, um horizonte artificial adaptado a um sextante, a fim de medir a altura dos astros, invenção que revolucionou a navegação aérea à época.
Embora a viagem tenha consumido setenta e nove dias dias, o tempo de voo foi de apenas sessenta e duas horas e vinte e seis minutos, tendo percorrido um total de 8.383 quilómetros.

### Desde 1990

#### Década de 1990
Numa década marcada pela convergência da economia portuguesa para com a média da União Europeia, o país investiu na criação de conhecimento, tendo apostado na criação da então Licenciatura em Engenharia Aeroespacial no Instituto Superior Técnico, em Lisboa e da Licenciatura em Engenharia Aeronáutica na Universidade da Beira Interior, na cidade da Covilhã.

#### Década de 2000

Países Membros da ESA
Países com acordo especial de cooperação com a ESA
Países com Acordos de Cooperação

Portugal passou no ano de 2000 a fazer parte dos Estados-Membro da Agência Espacial Europeia.  Nos últimos dez anos, esta adesão contribuiu de forma decisiva para criação, desenvolvimento e consolidação de um novo cluster de actividade. Segundo dados a Agência Espacial Europeia, cerca de 30 empresas, uma boa parte delas start-ups, foram criadas no sector das tecnologias espaciais. Mil projectos no campo espacial foram desenvolvidos pela indústria em colaboração com as universidades, nesta última década, num investimento global de mais de 100 milhões de euros. Portugal participa em todos os principais programas da ESA, incluindo as Telecomunicações e Aplicações Integradas, Galileo e actividades relacionadas com a Navegação, Observação da Terra e Exploração Científica e Robótica.

#### Década de 2010
Foi assinado em 2011 um acordo entre entre a EEA, empresa coordenadora do programa em Portugal, e Embraer, relativo à participação lusa na construção do primeiro avião militar da Embraer para Transporte tático/logístico e reabastecedor em voo, o KC-390, a maior aeronave desenvolvida por este fabricante. A aeronave tem entrada ao serviço prevista para 2016 e o CEIIA localizado no Grande Porto foi responsável pela engenharia de desenvolvimento, ensaios e testes e apoio à certificação dos módulos estruturais fuselagem central, sponson e leme de profundidade, cujo fabrico ou montagem é depois efetuado pela OGMA. A aeronave foi oficialmente apresentada pela Embraer no dia 21 de outubro de 2013 e o seu primeiro protótipo apresentou as bandeiras do Brasil, de Portugal, da Argentina e da República Checa. Trata-se do maior e mais relevante projeto aeronáutico em que Portugal participa.
Espera-se que a indústria aeroespacial em Portugal continue a demonstrar uma dinâmica condicente com os últimos anos, aguardando-se com expectativa o efeito multiplicador do investimento da Embraer em duas fábricas na cidade de Évora, uma dedicada à produção de estruturas metálicas e outra a estruturas em materiais compósitos. Ambas as fábricas começam a laborar no ano de 2012.
A empresa portuguesa Tekever apresentou em Julho de 2012, no Farnborough Airshow, no Reino Unido o primeiro Veículo aéreo não tripulado português, totalmente concebido e desenvolvido em Portugal. Sendo dirigido ao mercado militar, a Tekever está neste momento em negociações com vários países para a comercialização em larga escala deste veículo.
Em outubro de 2013 foi apresentado no maior exercício realizado em Portugal Veículos aéreos não tripulados, o novo veículo concebido e desenvolvido em Portugal ao abrigo de uma parceira entre a Força Aérea Portuguesa e o CEIIA:  o UAS30.

## Ensino
Hoje em dia existem quatro instituições de ensino superior público em Portugal que leccionam cursos na área da indústria aeroespacial e tudo aquilo que ela envolve.
| Graus Académicos                | Nome                    | Universidade                          | Vagas | Cidade    |
| ------------------------------- | ----------------------- | ------------------------------------- | ----- | --------- |
| Mestrado Integrado/Doutoramento | Engenharia Aeroespacial | Instituto Superior Técnico            | 85    | Lisboa    |
| Licenciatura                    | Engenharia Aeroespacial | Universidade Lusófona do Porto        | 30    | Porto     |
| Licenciatura/Doutoramento       | Engenharia Aeronáutica  | Universidade da Beira Interior        | 40    | Covilhã   |
| Licenciatura/Mestrado           | Engenharia Aeronáutica  | Universidade do Minho                 | 45    | Guimarães |
| Mestrado                        | Engenharia Aeronáutica  | Força Aérea Portuguesa                |       | Sintra    |
| Mestrado                        | Engenharia Aeroespacial | NOVA School of Science and Technology | 30    | Caparica  |

### Instituto Superior Técnico
A Licenciatura em Engenharia Aeroespacial do Instituto Superior Técnico da Universidade Técnica de Lisboa foi inaugurada no ano de 1992. Este curso, é uma síntese das tecnologias avançadas que distinguem o século XX dos que o precederam, e que se materializam em vários veículos, como aviões, helicópteros, aeronaves robotizadas, foguetões e satélites.
Desde o ano de 2006 que são seguidas as regras da Declaração de Bolonha, em linha com a qual o curso passou a denominar-se de Mestrado Integrado em Engenharia Aeroespacial, tendo a duração de 5 anos. Esta é a única instituição de ensino superior portuguesa onde há o ramo de Espaço, que se encontra em funcionamento desde o ano lectivo de 2009/10. O curso segue-se pelos mais elevados padrões internacionais, tendo acordos bilaterais com a escola ISAE-SUPAERO de Toulouse, com a Universidade Técnica de Delft e com a Universidade de Pádua. Adicionalmente tem inúmeros acordos com outras universidades europeias com vista ao Programa Erasmus, programas que levam muitos alunos portugueses a enriquecer a sua experiência no estrangeiro e trazem muitos alunos europeus a Portugal.
No ano de 2003 foi organizada pela Associação Portuguesa de Aeronáutica e Espaço (APAE), associação de alunos de engenharia aeroespacial do IST, uma competição denominada de Air Cargo Challenge, que cresceu e ganhou reputação a nível europeu e mundial, sendo hoje uma das principais da EUROAVIA, associação da qual a Associação Portuguesa de Aeronáutica e Espaço se tornou núcleo local.

### Universidade Lusófona do Porto
A Licenciatura em Engenharia Aeroespacial da Lusófona do Porto surge numa região com um posicionamento geográfico privilegiado, como agente de desenvolvimento da segunda maior região metropolitana portuguesa, que pretende afirmar-se como capital de uma muito maior região europeia. A seu favor conta com o já elevado número de empresas que, de raiz ou por diversificação de áreas de negócio, englobam atividades ligadas à Engenharia Aeroespacial, com tendência de crescimento cada vez mais acentuado. Estes factos mostram valores muito favoráveis para os indicadores de empregabilidade.
A licenciatura em Ciências de Engenharia Aeroespacial contribui para que a Universidade Lusófona do Porto sirva uma população de estudantes mais alargada, especialmente aquela que deseja dar continuidade aos seus estudos após a conclusão do 12º ano de escolaridade e que, também porque mais jovem, mais se interessa por áreas de grande inovação e desafios, com forte componente tecnológica de vanguarda, onde a Engenharia Aeroespacial surge como um dos seus expoentes máximos.
Suportada numa equipa docente altamente qualificada, com professores de carreira que incluem no seu currículo uma vasta experiência de trabalho na industria nacional e europeia, a licenciatura em Engenharia Aeroespacial da Universidade Lusófona do Porto visa formar profissionais com competências e conhecimentos ajustados às atividades de projeto, fabricação, teste, gestão, funcionamento e manutenção de aeronaves, veículos espaciais e satélites artificiais. 
Pretende-se formar diplomados com competências técnicas e científicas que suportem uma abordagem profissional com sucesso no trabalho desenvolvido em Engenharia Aeroespacial.
http://www.ulp.pt/licenciatura/ciencias-de-engenharia-aeroespacial

### Universidade da Beira Interior
Por seu turno, a Universidade da Beira Interior confere também formação de técnicos superiores nas áreas das engenharia aeronáutica, e, em especial, nos domínios do planeamento, projecto, concepção, manutenção de aeronaves e operacão de estruturas de apoio (aeroportos, companhias de transporte aéreo, oficinas, etc.). Para além do grau de Licenciatura, esta universidade pode ainda conferir o grau de Doutor nesta mesma área.
Nos anos de 2007 e 2011 ganhou o primeiro lugar do  Air Cargo Challenge .No ano de 2009, a 2ª edição internacional da competição Air Cargo Challenge foi realizada nesta universidade por via desta ter ganho a sua 1ª edição. Para o efeito, o Núcleo de Estudantes de Engenharia da UBI, AEROUBI, foi associado à EUROAVIA, com o nome de EUROAVIA AS Covilhã. Esta competição trouxe 22 equipas à cidade de 10 países europeus, tendo a prova sido pela primeira vez ganha por uma equipa não portuguesa. O núcleo de estudantes de engenharia aeronáutica da Universidade da Beira Interior promove juntamente com as jornadas da Covilhã o festival aéreo, único festival aéreo da Europa organizado exclusivamente por alunos.

### Universidade do Minho
A Universidade do Minho disponibiliza a Licenciatura em Engenharia Aeroespacial bem como o Mestrado em Engenharia Aeroespacial. Estes tem como objetivo a formação de profissionais ligados às áreas de engenharia aeroespacial, onde se inclui o setor mais tradicional da aeronáutica bem como o setor espacial. Tem base na formação em ciências de base e ciências de engenharia, combinando um conjunto de ciências da especialidade. Forma técnicos a nível superior, capazes de desempenhar funções de projeto, investigação, desenvolvimento e gestão de sistemas aeroespaciais. Assenta numa formação ao nível das ciências da matemática, física, mecânica, materiais, eletrónica e informática, procurando capacitar os diplomados com uma maior flexibilidade de competências. A Licenciatura em Engenharia Aeroespacial tem como objetivo formar diplomados que contribuam para a consolidação do sector aerospacial nacional e europeu.

### Academia da Força Aérea
Os Mestrados em Engenharia Aeronáutica e Engenharia Electrotécnica (Ramo de Aviónica) da Força Aérea Portuguesa são desenvolvidos em colaboração com o Instituto Superior Técnico, onde os seus alunos têm algumas das cadeiras do seu curriculum. Aos oficiais Engenheiros Aeronáuticos da Força Aérea compete o desempenho de funções de âmbito militar e da respectiva especialidade, nomeadamente actividades de projecto, gestão técnica e logística de aeronaves e sistemas de armas, motores e sistemas mecânicos, incluindo a elaboração de estudos para apoio à operação e manutenção. Aos oficiais Engenheiros Electrotécnicos (Ramo de Aviónica) da Força Aérea compete o desempenho de funções de âmbito militar e da respectiva especialidade, nomeadamente actividades de projecto, gestão técnica e logística de aeronaves e sistemas de armas, sistemas aviónicos, incluindo a elaboração de estudos para apoio à operação e manutenção.
NOVA School of Science and Technology
O Mestrado em Engenharia Aeroespacial na NOVA School of Science and Technology vem reforçar o papel da engenharia aeroespacial num futuro mais sustentável e inteligente, alargando as possibilidades de exploração espacial. Os estudantes graduados em Engenharia Aeroespacial adquirem uma combinação única de competências fundamentais em ciência e tecnologia avançada, permitindo uma fácil adaptação à constante evolução dos processos aeroespaciais. Com um programa fortemente multidisciplinar e uma forte componente experimental, o Mestrado em Engenharia Aeroespacial conta com vários UAVs de diferentes topologias, vários robôs fixos e móveis, sistemas experimentais de microondas e antenas, túnel de vento de 9m, várias máquinas de ensaio mecânico, lasers solares de alta eficiência, câmara de vácuo criogénica (77 K-300 K) de 159 litros, entre outros.
O Mestrado em Engenharia Aeroespacial abrange desafios que envolvem veículos espaciais e aeronaves no que diz respeito a controlo, guiamento e navegação; eletrónica e telecomunicações; estruturas, aerodinâmica e propulsão. Promove uma formação avançada sólida, formando mestres altamente qualificados para cargos nacionais e internacionais na indústria aeroespacial, órgãos governamentais e academia.

## Principais Empresas
Hoje em dia, e entre muitas pequenas e médias empresas que participam de forma activa em projectos das europeias EADS e ESA, destacam-se no sector aeronáutico as empresas abaixo referenciadas.
| Fundação | Empresa                                          | Actividade | Cidades |
| -------- | ------------------------------------------------ | --- | --- |
| 1918     | OGMA                                             | Manutenção e Modificação de Aeronaves/Fabricação de componentes de aviação | Alverca |
| 1945     | TAP Portugal                                     | Companhia Aérea/Manutenção de Aeronaves | Lisboa, Porto Rio de Janeiro, Porto Alegre                                                                                        |
| 1947     | SATA Air Açores                                  | Companhia Aérea | Ponta Delgada, Lisboa, Porto |
| 1948     | EFACEC                                           | Electromecânica | Maia |
| 1988     | Edisoft                                          | Software | Oeiras |
| 1988     | TAP Express                                      | Companhia Aérea/Manutenção | Lisboa, Porto |
| 1990     | GMV                                              | Aeroespacial | Lisboa; Madrid; Darmstadt; Toulouse; Varsóvia; Bucareste; Rockville; Kuala Lumpur e Nova Deli                                     |
| 1998     | Critical Software                                | Serviços e Tecnologias | Coimbra; Lisboa; Porto; San Jose; Southampton; Bucareste; São Paulo e Maputo                                                      |
| 1999     | CEIIA                                            | Aeronáutica, automóvel e serviços e produtos de mobilidade inteligente Engenharia de estruturas e desenvolvimento de produto Desenvolvimento e produção de aeroestruturas, UAVs e veículos elétricos Desenvolvimento e gestão de sistemas de mobilidade | Maia; Matosinhos; Lisboa; Reino Unido; São Paulo; Curitiba; Brasília; Campinas; Rio de Janeiro; Foz do Iguaçu; Toulouse; e Itália |
| 2001     | Tekever                                          | Aeroespacial | Lisboa; São Francisco; Pequim; São Paulo                                                                                          |
| 2002     | Deimos Engenharia                                | Espaço | Lisboa |
| 2002     | LusoSpace                                        | Espaço | Lisboa |
| 2003     | Omnidea                                          | Espaço | Viseu |
| 2003     | Lauak Portuguesa                                 | Fabricação aeronáutica | Setúbal |
| 2004     | Active Space Technologies                        | Espaço | Coimbra |
| 2005     | UAVision                                         | Aeronáutica. Engenharia de Sistemas Desenvolvimento e produção de UAVs e subsistemas associados. GCS; Gimbals; VTS Traking Systems; Manutenção e Formação                                                                                               | Lisboa |
| 2007     | EVOLEO                                           | Aeroespacial; Indústria e Ferrovia | Maia |
| 2009     | STRATOSPHERE SA (anterior Critical Materials SA) | Aeronáutica, Espaço e Defesa; Engenharia de Sistemas e Materials Avancados Desenvolvimento e produção de Sistemas de Diagnóstico e Prognostico de Sistemas Materiais e Estruturais                                                                      | Guimarães: UAE ; Singapore |
| 2010     | VisionSpace Technologies                         | Engenharia de Sistemas, Serviços e Tecnologias | Matosinhos e Darmstadt |
| 2012     | Embraer Portugal                                 | Construção de Aeronaves | Évora |
| 2013     | Caetano Aeronautic                               | Aeronáutica maquinação e compósitos | Vila Nova de Gaia |
| 2013     | Beyond Vision                                    | Aeronáutica, Sistemas Móveis Autónomos de Realidade Aumentada, Desenvolvimento e produção de UAVs e plataforma de gestão de ativos. | Aveiro, Lisboa, Porto |
| 2013     | AirOlesa                                         | Maquinação aeronáutica | Évora |
| 2014     | Mecachrome                                       | Fabricação Aeronáutica | Setúbal e Évora |
| 2019     | Agência Espacial Portuguesa                      | Exploração Espacial | Ilha de Santa Maria |